# Bureaux de poste français en Égypte

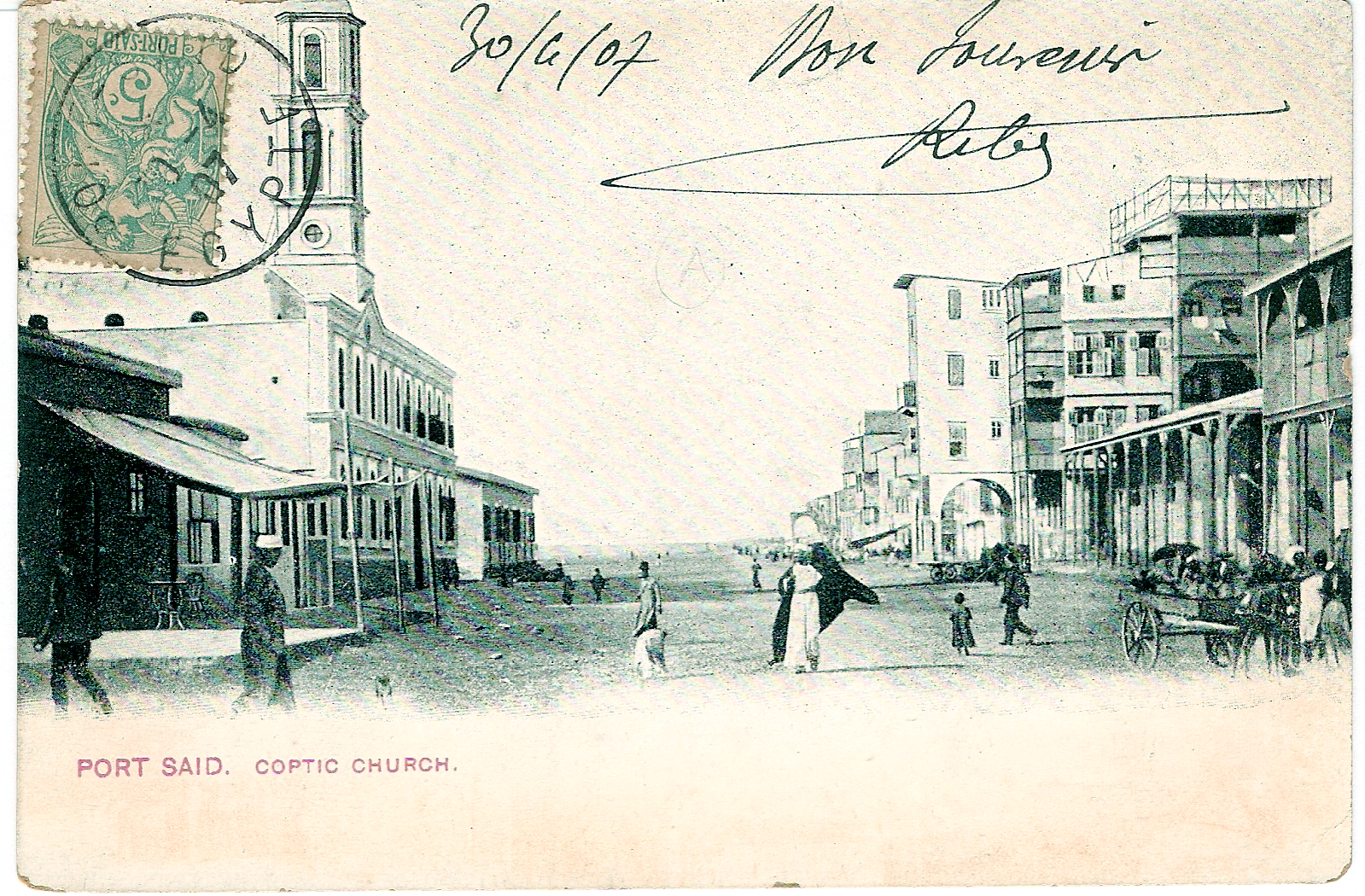
carte envoyée de Port-Saïd vers la France en 1907 et affranchie avec un timbre du bureau correspondant

Les Bureaux de poste français en Égypte faisaient partie d'un ensemble de bureaux de poste qui étaient gérés en Égypte par des puissances étrangères au XIXe siècle et pendant la première moitié du XXe siècle.

## Introduction

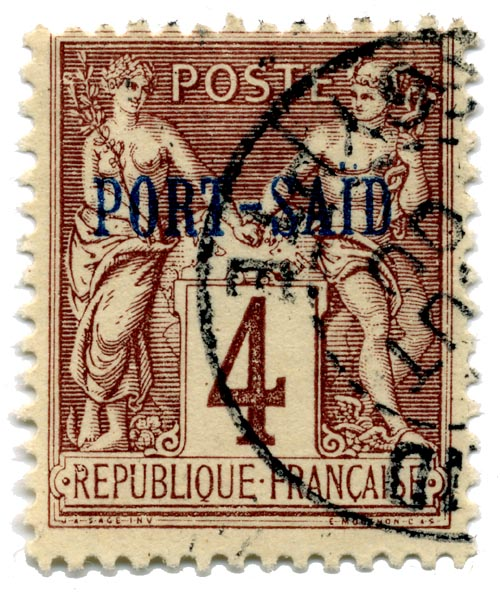
Timbre de 1899, type Sage surchargé Port-Saïd

Quatre bureaux ont été ouverts en Égypte (Alexandrie, Le Caire, Port-Saïd et Suez) mais deux seulement (Alexandrie et Port-Saïd) ont perduré au-delà de 1890.
Leur activité philatélique et postale a connu cinq étapes :
1. Utilisation de timbres de France avec cachet local : losange petits chiffres, gros chiffres, puis cachets à date ;
2. À partir de 1899, donc uniquement pour Alexandrie et Port-Saïd, utilisation de timbres de France (type Sage) surchargés par le nom de la ville ;
3. Adaptation locale de timbres de France (Blanc, Mouchon, Merson) et valeurs en francs et centimes ;
4. Surcharge des timbres précédents par des valeurs locales (en millièmes) ;
5. Adaptation de timbres français en valeur locale.

## Alexandrie

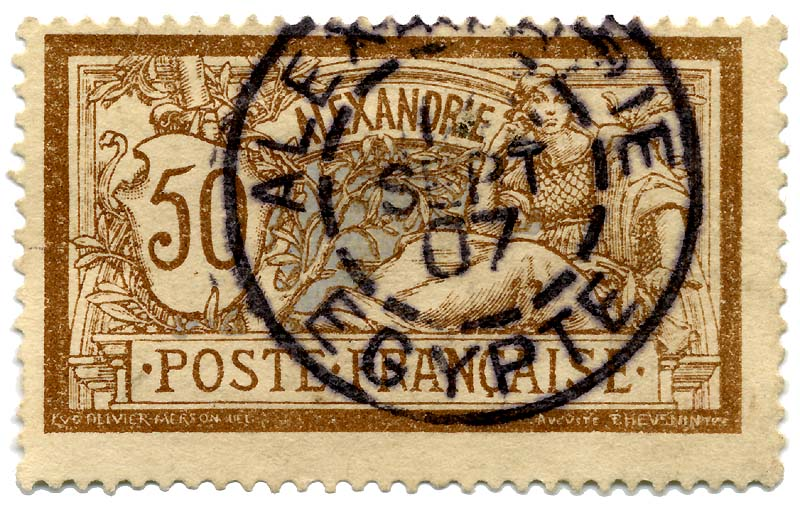
Timbre d'Alexandrie de 1902 50c au type Merson.

Un bureau français a été ouvert à Alexandrie le 1er mai 1837.
À partir de 1852, il disposait d'un cachet d'oblitération par losange petits chiffres ayant pour numéro 3704. En 1863 il est passé à l'oblitération par losange gros chiffres avec pour numéro 5080.
En 1899, 14 valeurs au type Sage, de 1c à 1f, ont été surchargés « ALEXANDRIE ». Puis, 4 nouvelles valeurs, au type Sage modifié (N sous B), ont été émises.
En 1900, des entiers postaux de France au type Sage, ont été surchargés  "ALEXANDRIE" (en carmin) représentés par des cartes postales, des cartes postales avec réponse payée, des cartes-lettres et des enveloppes.
En 1902, un ensemble de 15 timbres aux types Blanc, Mouchon et Merson ont été libellés « Alexandrie ». En 1915 le 10c Mouchon a reçu une surcharge croix-rouge.

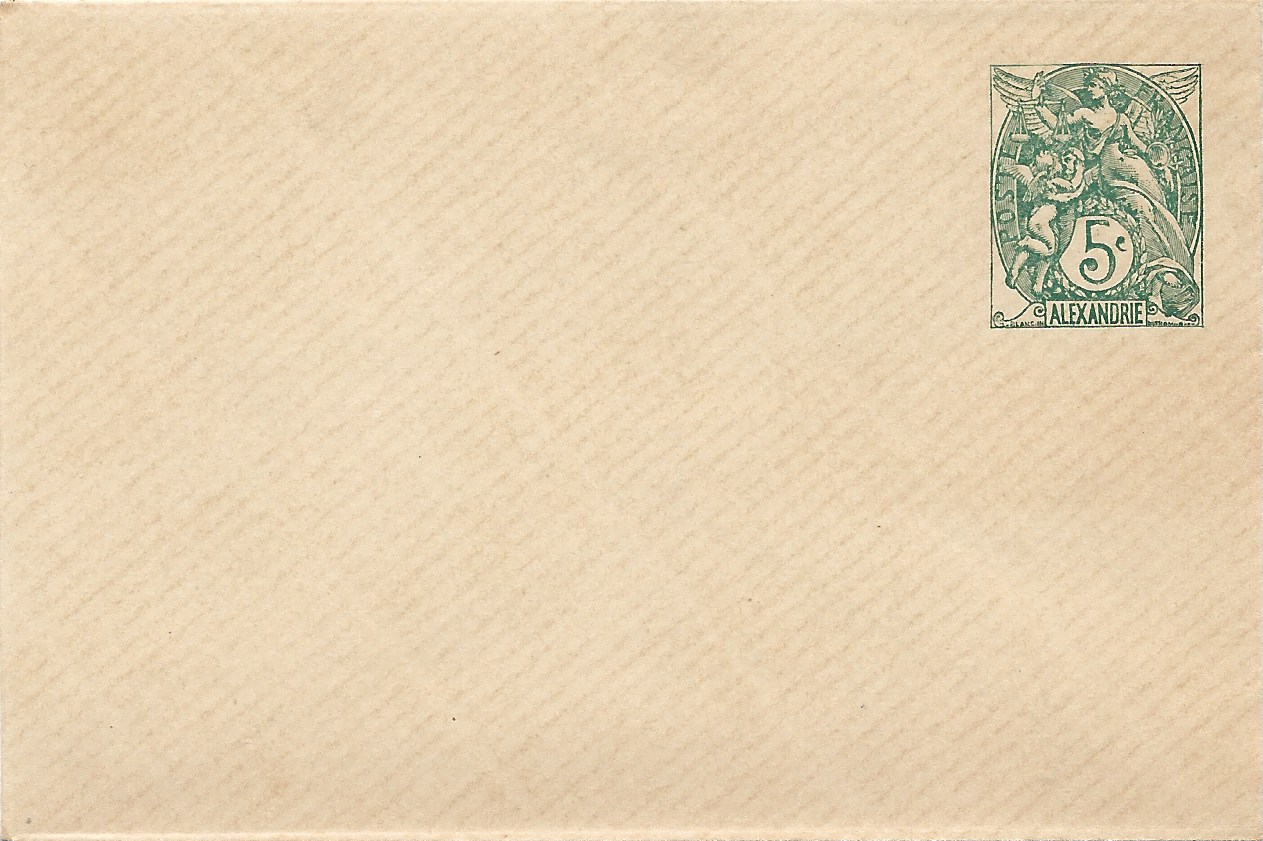
Enveloppe au type Blanc

En 1903, le bureau d'Alexandrie a bénéficié d'entiers postaux avec le libellé "ALEXANDRIE" directement imprimé dans le cartouche de la vignette.
En 1919, un problème d'alimentation lié à une augmentation du trafic (lié à lé dévaluation du franc-or ) a conduit l'administration à faire utiliser des timbres de Port-Saïd à Alexandrie.

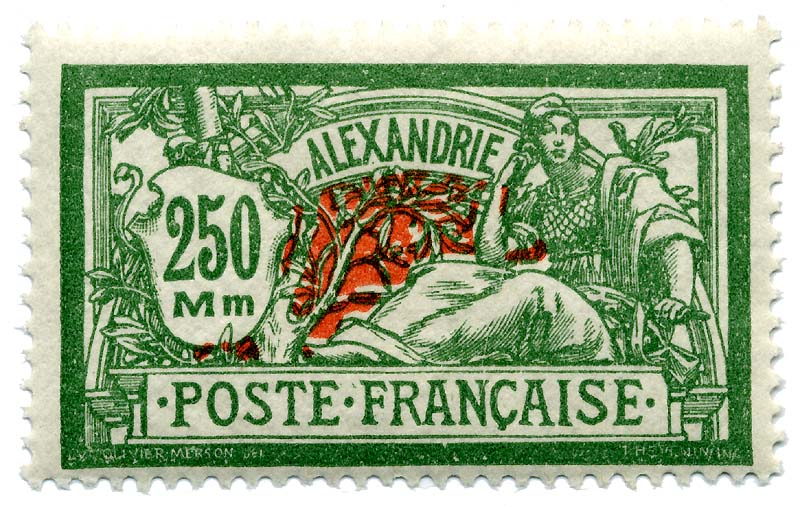
250 millièmes au Type Merson de 1927

En 1921, à la suite de la convention de Madrid, les timbres ont été surchargés par des valeurs locales (en millièmes).
En 1927, quelques timbres (6 valeurs) ont été émis avec l'unité monétaire égyptienne. Simultanément, un ensemble de quatre timbres au type Mouchon ont été émis avec une surcharge au bénéfice de la caisse d'amortissement. Des timbres taxes de France au type Duval ont été également adaptés avec le libellé « Alexandrie » et des valeurs  en millièmes.
Le bureau a été fermé en mars 1931.

## Le Caire
Un bureau de distribution a été ouvert au Caire en novembre 1865. Il est devenu bureau de recette en 1872 et a ainsi bénéficié d'un cachet d'oblitération par losange gros chiffres de numéro 5119. Il a été fermé en mars 1875.

## Port-Saïd

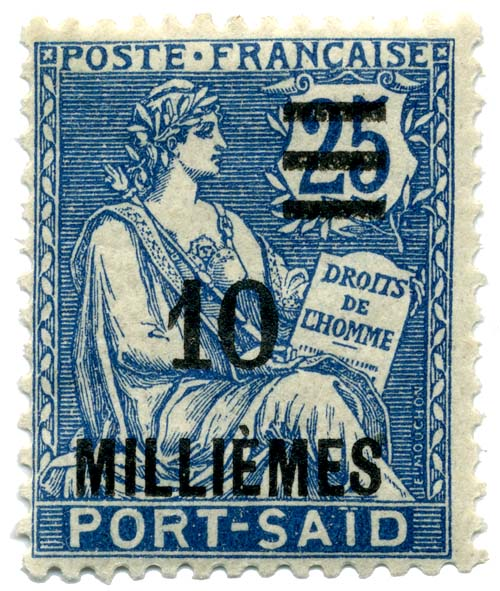
Timbre de Port-Saïd au type Mouchon de 1925, surchargé en monnaie locale (25 millièmes sur 10c)

Un bureau de distribution a été ouvert à Port-Saïd en juin 1867. Il disposait d'un cachet d'oblitération par losange gros chiffres de numéro 5129.
Comme pour Alexandrie, un premier ensemble de timbres au type Sage ont été surchargés « PORT-SAID » en 1899. Un incident d'acheminement (manque de timbres à 25c) a entrainé une la mise en œuvre d'une surcharge spéciale, et  9000 timbres à 10c ont reçu une surcharge 25c.
En 1900, des entiers postaux de France au type Sage, ont été surchargés  "PORT-SAÏD" (en carmin, et rouge) représentés par des cartes postales, des cartes postales avec réponse payée, des cartes-lettres et des enveloppes.
En 1902, une série de 15 valeurs (Blanc, Mouchon, Merson) a été émise avec le libellé « Port-Saïd ». Ils ont fait l'objet de multiples surcharges en valeurs locales à partir de 1921.
En 1903, le bureau de Port-Saïd a bénéficié d'entiers postaux avec le libellé "PORT-SAÏD" directement imprimé dans le cartouche de la vignette.

## Suez
Un bureau de distribution a été ouvert à Suez en novembre 1862. Il disposait d'un cachet d'oblitération par losange gros chiffres de numéro 5105. Il a été fermé en décembre 1888.